# Csap zászlaja

Csap zászlaja

Csap (ukránul Чоп (Csop / Chop), szlovákul Čop (Csop)): járási város a mai Ukrajnában Kárpátalján.
A város zászlaját 2003-tól használják.

## Csap zászlaja
A négyszögletű zászló két egyenlő függőleges sávra oszlik. A zászlórúd felőli sáv kék színű, míg a másik fehér. A kék sávban található egy arany kulcs, amely a város földrajzi fekvésére és fontosságára utal Ukrajna területén belül („Ukrajna kapuja”). A fehér sávban található két vízszintes hullámos pólya, amely a Tisza és Latorca folyókat jelképezi.